# تشارلز غالبريث
تشارلز غالبريث هو قاضي ومحامي وسياسي أمريكي، ولد في 12 ديسمبر 1925، وتوفي في 5 مارس 2013. انتخب عضو مجلس نواب تينيسي ‏.